# Uperoleia russelli
Uperoleia russelli és una espècie de granota que viu a Austràlia.